# Konstanty Wołodkowicz
Konstanty Wołodkowicz herbu Radwan (ur. 8 maja 1828 w Gródku, zm. 8 kwietnia 1909 w Monte Carlo) – polski filantrop, fundator pierwszego domu akademickiego dla studentów Uniwersytetu Jagiellońskiego i kilku pomników w Krakowie.  

## Życiorys
Był bratem Władysława Wołodkowicza, właściciela pałacu przy ulicy Lubicz w Krakowie. Mieszkał w Odessie. Z żoną Heleną z Drzewieckich nie mieli własnych dzieci, ale adoptowali Marię Romanowską. W 1893 roku wyszła ona za mąż za Henryka Sienkiewicza. Małżeństwo jednak nie było udane i rozpadło się po 6 tygodniach, a Sienkiewicz otrzymał unieważnienie małżeństwa w 1896 roku. Wołodkowicz jako właściciel zakładów przemysłowych i majątków na Ukrainie część dochodów przeznaczał na cele charytatywne. W 1886 roku  ufundował w Krakowie pomnik Józefa Bohdana Zaleskiego, którego autorem był Pius Weloński. W 1891 roku ufundował umieszczony na krakowskich Plantach i rozebrany w 1931 roku pomnik z popiersiem Chopina. Był również fundatorem pomnika Aleksandra Fredry umieszczonego na placu przed teatrem autorstwa Cypriana Godebskiego, który odsłonięto 8 listopada 1900 roku.
W 1882 roku był członkiem założycielem odeskiego Katolickiego Towarzystwa Dobroczynności. W 1886 roku podarował Towarzystwu willę w której miano utworzyć szkołę przemysłową.
W 1899 roku ofiarował plac na budowę domu akademickiego dla studentów Uniwersytetu Jagiellońskiego oraz przekazał 270 000 koron na postawienie budynku. Projekt przygotował Józef Pokutyński. Budowę rozpoczęto 15 kwietnia 1902 roku wmurowaniem kamienia węgielnego, a otwarcie miało miejsce 10 grudnia 1903 roku.  Nadano mu nazwę: Pierwszy Dom Akademicki im. Konstantego Wołodkiewicza. Zmarł 8 kwietnia w Hotelu Balmoral w Monte Carlo. Pochowano go w Nicei na cmentarzu Caucade.

## Testament
W testamencie na cele dobroczynne przekazał ponad 378 961 rubli. Wśród obdarowanych znaleźli się między innymi: Towarzystwo katolickiej Dobroczynności w Odessie z zapisaną kwotą 120 tys. rubli, kościoły katolickie w Odessie kwotą 70 tys. rubli, Schronisko katolickie w Odessie kwotą 25 tys. rubli, Zakład im. Brata Alberta w Krakowie kwotą 5 tys. rubli, Szpital im. Helcla w Krakowie kwotą 5 tys. rubli, Kasy pomocy naukowych im. Józefa Mianowskiego w Warszawie kwotą 38 tys. rubli. Dla Towarzystwa muzycznego w Warszawie zapisano kwotę 10 tys. rubli, podolskiego Towarzystwa rolniczego w Winnicy kwotę 20 tys. rubli, dla Zakładu p. Żurowskiej w Krakowie kwotę 5 tys. rubli. Jednym z beneficjentów była również krakowska Akademia Umiejętności, której w 1897 roku złożył zobowiązanie wpłacania co roku 800 złr na założenie stacji naukowej w Rzymie i zapis w testamencie. Testament został zakwestionowany przez  Marię Zadarnowską i Macieja Wołodkiewicza. Rozprawa odbyła się w październiku 1911 roku.